# Cholangitis-Cholangiohepatitis-Komplex
Der Cholangitis-Cholangiohepatitis-Komplex (CCH-Komplex) ist eine entzündliche Erkrankung der Gallenwege bei Katzen. Die Ursache der Erkrankung ist ungeklärt. Die Krankheit zeigt sich in unspezifischen klinischen Erscheinungen und ist durch Einwanderung weißer Blutkörperchen in die Wände der Gallengänge gekennzeichnet. Im Spätstadium kommt es  auch zu Veränderungen der eigentlichen Leberzellen und zu einer Zirrhose der Gallengänge. Sie entspricht am ehesten der biliären Zirrhose des Menschen.

## Ursache und Krankheitsentstehung
Die Ursache des Cholangitis-Cholangiohepatitis-Komplexes ist bislang nicht erklärt. Es wird eine immunpathologische Entstehung durch Autoantikörper vermutet. Auslöser dafür könnten Galleabflusstörungen, Infektionen der Gallenwege oder chemische Veränderungen in der Zusammensetzung der Galle sein.
Bei der Erkrankung kommt es zur Einwanderung weißer Blutkörperchen in das Epithel der Gallengänge, im Frühstadium vor allem von Lymphozyten, im Spätstadium auch von Neutrophilen und Eosinophilen. Dies führt zu einer allmählichen Gewebszerstörung mit Zirrhose der Gallengänge und im Spätstadium auch zum Untergang der Leberzellen.

## Klinische Erscheinungen
Der Cholangitis-Cholangiohepatitis-Komplex äußert sich unspezifisch. Es kommt zu Gewichtsverlust, Fressunlust, Fieber, Gelbsucht und häufig auch zu einer Bauchwassersucht. Akute Phasen mit Anzeichen systemischer Erkrankung wie Mattigkeit, Anorexie, Erbrechen (immer) und/oder Durchfall wechseln mit klinisch inapparenten Phasen, in denen die Tiere einen guten Appetit und ungestörtes Allgemeinbefinden zeigen.
Meist ist eine Hepatomegalie zu ertasten.
Im Verlauf einer fortschreitenden Zirrhose kann es zu Hypoglykämien kommen.

## Untersuchungsmethoden
Im Blutbild zeigt sich eine leichte, nichtregenerative Anämie und eine Leukozytose mit Linksverschiebung. Die Aktivitäten der Leberenzyme ALT, GLDH, γ-GT sowie der Gehalt an Bilirubin und das Gesamteiweiß im Blut sind zumeist erhöht. In symptomfreien Phasen sind die Leberenzyme oft gar nicht verändert, was die Diagnostik erschwert. Häufig besteht eine Hypalbuminämie.
Bei der Sonographie zeigen sich in der Leber zahlreiche echoreiche Bezirke, gegebenenfalls auch eine Anstauung von Galle oder Gallensteine.
Eine exakte Diagnose kann nur durch Feinnadelpunktion mit anschließender histopathologischer Untersuchung gestellt werden.

## Behandlung
Da auch infektiöse Ursachen vermutet werden und gelegentlich gleichzeitig eine Entzündung des Dünndarms vorliegt, werden Antibiotika, vorzugsweise nach Antibiogramm an Galleproben, eingesetzt. Gut wirksam sind zumeist Ampicillin, Amoxicillin und Cefalexin. Bei ausgeprägten lymophozytären Infiltraten wird das entzündungshemmende Prednisolon eingesetzt. Beim Vorliegen von Gallensteinen kann eine operative Entfernung angezeigt sein. Ursodesoxycholsäure wirkt sich ebenfalls günstig aus. Der Einsatz von Metronidazol, das auch immunmodulierende Eigenschaften hat, wird ebenfalls propagiert.
Wichtig ist eine ausreichend lange Behandlung: Nach Abklingen der akuten klinischen Symptome über 3 bis 6 Monate.